# 믈라유 왕국
믈라유 왕국(말레이어: Kerajaan Melayu) 혹은 말라유 왕국(Malayu Kingdom), 다르마스라야 왕국(Dharmasraya Kingdom), 잠비 왕국(Jambi Kingdom), 한자로는 말라유국(末羅瑜國, 중고한어 발음으로는 'mat-la-yu kwok')은 오늘날 인도네시아(Indonesia) 수마트라(Sumatra) 잠비 주(Jambi province)에 있었던 고대 불교 왕국이다.
멜라유 왕국에 관한 기록을 담은 1차 사료는 『신당서(新唐書)』와 671년 왕국을 방문한 당(唐)의 승려 의정(義淨, 635~713)의 기록이 있다. 692년, 멜라유 왕국은 스리비자야 왕국(Srivijaya kingdom)에 흡수되었지만, 조여괄(趙汝适)은 12세기 말에 파괴되었다고 기록하였다. 왕국의 정확한 위치는 역사학자들의 연구 과제이기도 하다. 한 가설에 의하면 왕국은 오늘날 인도네시아 팔렘방(Palembang) 북쪽 300km에 위치한 잠비 주 인근에 있었다고 주장한다. 이에 의하면 바탕하리강(Batanghari river) 유역에 거주한 부족과 파가루융(Pagarruyung)의 미낭카바우(Minangkabau) 내륙 출신인 황금 교역자들이 왕국을 건립하였다.

## 용어
'멜라유(Melayu)' 혹은 '말레이(Malay)'라는 단어의 기원에 대하여서는 몇 가지 설이 있다. 하나는 '서서히 가속하다 혹은 '달리다'라는 뜻의 자바어(Javanese) 단어 'melayu' 혹은 'mlayu'에서 왔다고 보는 견해이다. 이는 분수계가 파가루융(Pagarruyung)에 이르며 바탕하리강(Batang Hari River) 오른쪽 지류인 수마트라의 '숭가이 멜라유(Sungai Melayu)' 즉 '멜라유 강(Melayu river)'을 가리킨다. 이후 이 이름은 멜라유 왕국이 장악한 지역 사람들에게는 멜라유강이라는 이름으로 잘 알려져 있었기에, 왕국은 멜라유라는 이름을 국명으로 차용하였다.

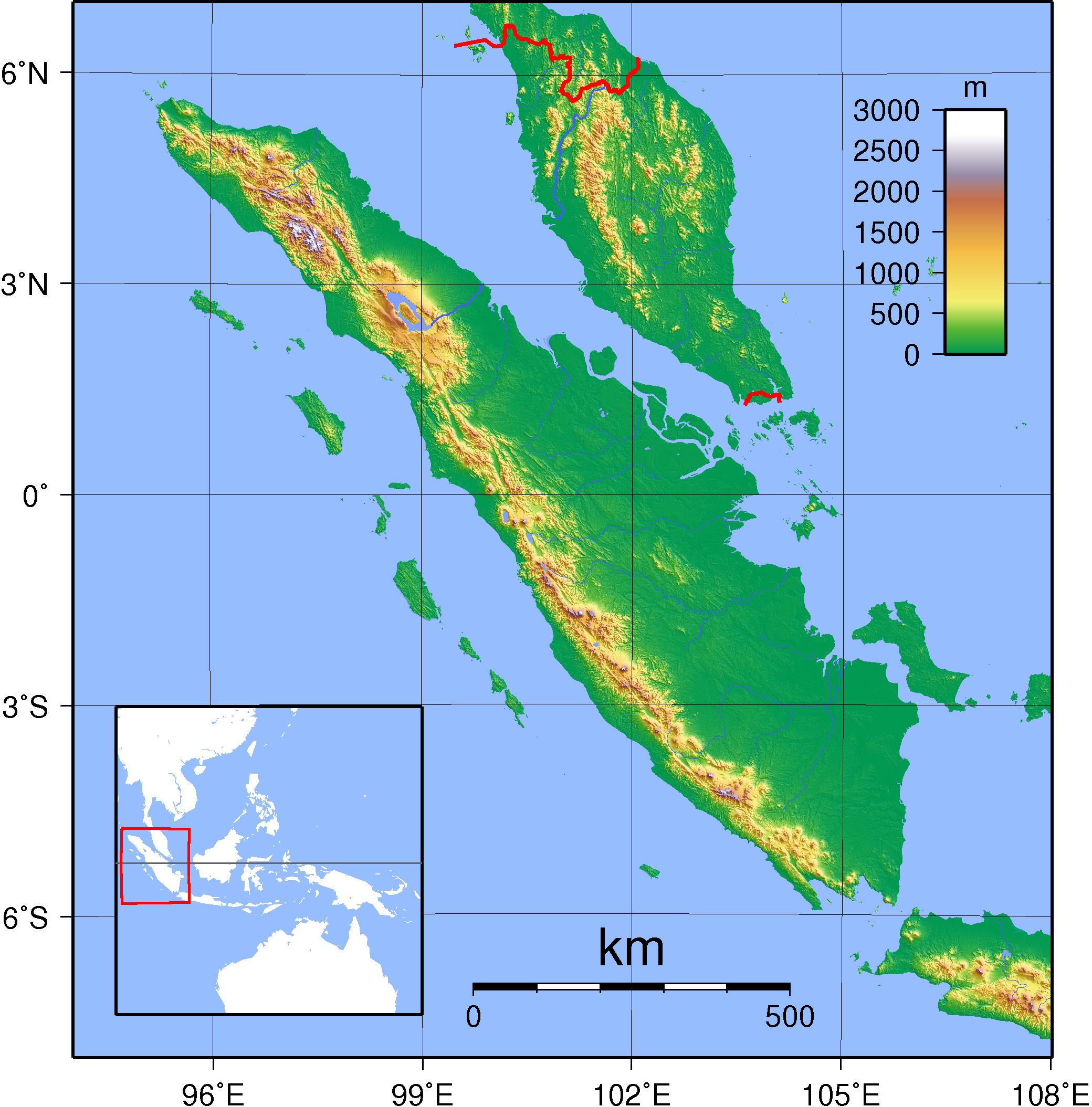
The Topography of 수마트라(Sumatra)의 지형학은 수마트라권 북에서 남으로 바리산 산맥(Barisan Mountains)의 범위가 흩어져 있었음을 보여준다.

다른 가설에 의하면 타밀어(Tamil)로 각각 '산'과 '도시, 육지'를 뜻하는 'malai'와 'ur'에서 왔다는 것이다. 이때 말하는 산은 수마트라의 바리산 산맥(Barisan Mountains)을 의미할 수 있다.
한 고대 문헌에는 '산지로 된 섬(mountainous island)'을 뜻하는 '말라야드비파(Malayadvipa)'라는 단어가 동쪽 바다의 금과 은이 가득한 한 주(province)로서 바유 푸라나(Vayu Purana) 48장에 등장한다. 일부 학자는 말라야드비파를 '수마트라'와 동치시켰지만,
 일부 인도 학자들은 말라야드비피가 말레이반도(Malay peninsula)를 의미하지만, 수마트라는 고대에 수마트라를 가리키며 '황금 땅(The Gold Land)'을 의미하는 '수바르나드비파(Suvarnadvipa)'와 수마트라 북에서 남으로 흐르는 바리산 산맥(Barisan Mountains)과 더 연관되어 있다고 본다. 그리고 프톨레마이오스(Ptolemaios)의 『지리학(Geografia)』에 사용된 '말레우-콜론(Maleu-Kolon)은 말레이반도의 한 지리적 부분을 의미하는 산스크리트어 단어 '말라야콜람(malayakolam)' 혹은 '말라이쿠람(malaikurram)'에서 유래했을 것으로 보인다. 7세기에 이 용어가 멜라유 왕국을 뜻하는 단어로 사용하였다는 것은 의정(義淨)이 기록하였다.
937년 작성된 동자바 마타람 왕국(Mataram kingdom)에 세워진 안주클라당 비문(Anjukladang inscription)은 '시마(Sima)'라는 지위가 안주클라당 마을에 되었고, '자야스탐바(jayastambha)'라는 승전 기념이 한 사원에 업그레이드되어, 멜라유 침공군을 물리친 전역의 복무를 기리는 차원에서 자야스탐바 기념물이 세워졌다. 사원은 아마도 칸디 로르(Candi Lor)로 추정된다. 이 사원은 벽돌로 만들어졌으나 현재는 폐허가 되었으며 응간죽 군(Nganjuk Regency)의 칸디레조(Candirejo) 마을에 위치해 있다. 말라유 침공군에 대한 언급은 바로 그 오랜 용어에서 유래한다. 대신 '수마트라 말라유 왕국(Sumatran Malayu Kingdom)'은 스리비자야를 지칭하는 것으로 보인다. 이는 10세기까지 자바인들은 수마트라의 적군을 '말라유'로 보았다는 것을 말한다.
11세기 브리하디스와라 사원의 남벽에 있는 한 비문에도 촐라의 스리비자야 침공(Chola invasion of Srivijaya) 동안 '방어물로서 험한 산'이 있는 '말라이유르(Malaiyur)'라는 왕국을 언급하고 있다. 이는 라젠드라 촐라 1세(Rajendra Chola I)의 원정 동안 촐라 왕국의 침공자들을 언급하고 있다.
원(元, 1271–1368) 후기와 명(明, 1368–1644)대에는 중국 문헌에 '말라유(malayu)'가 종종 언급되었다. 원에서 명으로 바뀌면서 철자법이 바뀌었지만, 남해(南海) 인근의 한 나라를 의미한다. "Bok-la-yu", 목랄유(木剌由), 마리여아(麻里予兒), 무래유(巫來由, 현장이 사용한 용어), 무래유(無來由) 등이 사용되었다. 『원사(元史)』에는 수코타이 왕국(Sukhothai Kingdom)이 남쪽으로 멜라유로의 확장을 설명하면서 '마리여아'가 사용되었다.
| “ | 섬(暹, 시암) 사람들과 마리여아(麻里予兒) 사람들이 오래전부터 서로 원수로 생각하고 살해하였다.(以暹人與麻里予兒舊相讎殺.) 『원사(元史)』 권210 「열전(列傳)97」 중 섬(暹) | ” |

1295년, '섬' 즉 수코타이 왕국의 움직임에 대한 반응으로 한 중국 사절단이 람캄행(Ram Khamhaeng)의 궁정에 도착하여 황제의 칙유를 전달하였다. 
| “ | 성지를 가지고 섬인에게 칙유하길, '마리여아를 다치게 하지 않도록 하여 언약을 실천하라(有旨諭暹人, 勿傷麻里予兒, 以踐爾言.) 『원사(元史)』 권210 「열전(列傳)97」 중 섬(暹) | ” |

마리여아는 베네치아 공화국(Republic of Venice) 출신 여행자이자 같은 시기 생존하였던 마르코 폴로(Marco Polo, 1254–1324)도 언급하였다. 『동방견문록』에서 그는 '말라우이르(Malauir)'라는 말레이반도 왕국을 언급하였다.
1286년 작성된 파당 로코 비문(Padang Roco Inscription)에는 '말라유의 땅'이라는 뜻의 '부미 말라유(bhūmi Mālayu)'가 새겨져 있다. 비문에 의하면, 부미 말라유는 다르마스라야 왕국(Dharmasraya kingdom)과 연관있다. 1357년 작성된 아모가파사 비문(Amoghapasa inscription)에는 '말라야의 도시'를 뜻하는 '말라야푸라(Malayapura)'가 아디티야와르만(Adityawarman)을 뜻하며, 아디티야와르만은 이는 다르마스라야를 의미한다. '멜라유(Melayu)' 역시 말레이 연대기(Malay annals)에 등장하며, 수마트라의 한 강을 뜻한다.
| “ | "...여기 이제 안델라스(Andelas, 수마트라) 땅의 팔렘방(Palembang)이라는 도시의 이야기가 있다. 라자 술란(Raja Shulan)의 후예인 데망 레바르 다운(Demang Lebar Daun)이 통치했으며, 강은 무아라 타탕(Muara Tatang)이었다. 무아라 타탕강 상류에는 멜라유(Melayu)라는 강이 있었으며, 그 강에는 시군탕 마하메루(Si-Guntang Mahemeru, 부킷 세군탕(Bukit Seguntang))라는 언덕이 하나 있었다. | ” |

때로 멜라유 왕국은 중국 문헌에서는 스리비자야 왕국의 후예로 인지되었다. 1025년 스리비자야 멸망 이후에도 중국 문헌에서는 스리비자야를 뜻하는 삼불제(三佛齊)를 언급하였다. 1028년 삼불제가 중국에 사절을 파견했다 하지만 이는 스립자야 팔렘방이 아니라 멜라유 잠비였을 것이다.:398, 405 1028–1077년에는 삼불제의 사절단이 중국에 오지 않았다.이는 스리비자야의 만달라(mandala)가 쇠퇴했다는 것을 말한다. 1025년에 스리비자야 왕국이 멸망했을 가능성이 높다.:110 다음 세기에도 중국 사서에는 삼불제를 계속 언급했지만 이는 멜라유-잠비 왕국(Malayu-Jambi kingdom)이었을 것이다. 스리비자야를 언급하는 최후의 비문은 1030년 혹은 1031년 제직둰 촐라 왕국의 탄조르 비문(Tanjore inscription)이다.:398, 405

## 역사

### 의정의 기록
동남아시아 해양부 여정에서 의정은 스리비자야 왕국(Srivijaya kingdom)을 두 번 방문하였던 바, 그곳에서 688냔부터 695년까지 머물렀으며, 산스크리트어 원문을 공부하고 번역하였다. 스리비자야 왕굿은 의정의 방문 시기에 번영하였던 것으로 보이며, 첫 방문에서는 그가 처음으로 '실리불서(室利佛逝)' 즉 '보가(Bogha)'라고 칭한 듯 하였다. 최대 영역으로 스리비자야 왕국은 합병되거나 자발적으로 보가 왕자의 영역으로 들어간 멜라유까지 확장되었다. 나라 전체 수도는 '스리보가(Sribogha)' 혹은 스리비자야라는 이름을 받았다. 의정은 멜라유라는 이름을 언급할 때마다 항상 '이제는 스리보가라고 이름을 바꿨다'라고 첨언하였기 때문에, 멜라유가 스리보가로 이름을 바꾼 것은 의정의 체류 전 혹은 체류 중에 발생한 것으로 보인다.
의정의 『대당서역구법고승전(大唐西域求法高僧傳)』 가운데 보가와 멜라유를 경유한 무행선사(無行禪師)의 여정을 설명하고 있다.
| “ | 무행선사(無行禪師)는 형주(荊州) 강릉(江陵) 사람이다. ... 동풍을 타고 한 달의 항해 후에 실리불서국(室利佛逝國)에 이르렀다. 국왕은 그를 극진히 대접하였다. ... 국왕은 대당천자(大唐天子)의 땅에서 온 걸 알고 더욱 존경하였다. 이후 무행은 국왕의 배를 타고 15일을 걸려 말라유주(末羅瑜洲)에 도착하였다. 무행은 다시 15일 항해하여 갈차국(羯荼國, Ka Cha)에 갔다. 겨울 말에 그는 배를 바꾸어 타고 서쪽으로 항해했다.(無行禪師者, 荊州江陵人也. ... 東風汎舶一月到室利佛逝國. 國王厚禮特異常倫. ... 見從大唐天子處來, 倍加欽上. 後乘王舶, 經十五日, 達末羅瑜洲. 又十五日到羯荼國. 至冬末轉舶西行.) 『대당서역구법고승전(大唐西域求法高僧傳)』 권하(卷下) | ” |

스리보가 멜라유의 위치 판정에 대해 의정은 『남해기귀내법전(南海寄歸內法傳)』에서 다음과 같이 말했다.
| “ | 또한 실리불서국의 경우, 8월 중에 규표(圭表)를 이용해 그림자를 측정하면 줄지도 늘지도 않으며, 정오에 사람이 서 있으면 모두 그림자가 없다. 봄에도 그러하니, 1년에 2번 머리 위로 해가 지나간다.(又如室利佛逝國, 至八月中, 以圭測影, 不縮不盈, 日中人立, 並皆無影. 春中亦爾, 一年再度日過頭上.) 『남해기귀내법전(南海寄歸內法傳)』 권3 삼십(三十) 선우관시(旋右觀時) | ” |

따라서 스리보가 왕국은 적도가 지나는 곳을 포함, 나라 전체는 수마트라 북동부를 포함하였고 말라카(Malacca) 남부 해안으로부터 팔렘방에 이르기까지, 최소 북위 5도까지 확장하였으며, 왕국 중간에는 적도선이 지났을 것으로 보인다.
의정에 의하면, 소승불교(Hinayana)는 주로 스리비자야에 채용되었고, 대부분은 물라사르바스티바다(Mulasarvastivada) 혹은 근본설일체유부(根本說一切有部) 학설에 의해 대표되었으나, 멜라유에는 대승불교도가 적었다. 황금은 왕국에 풍부하였으며, 사람들이 부처에게 황금연꽃을 바쳤고 황금단지를 사용하였다. 게다가 왕국 사람들은 긴 천 형태의 옷을 입었고 향기로운 기름을 사용하였다.
게다가 멜라유는 수마트라 내륙의 황금 산지에 닿아 있었다. 이로 인해 황금 등 다양한 지역 방물을 외국인과 교역하는 멜라유인의 특권이 점점 늘었다.

### 스리비자야의 중심

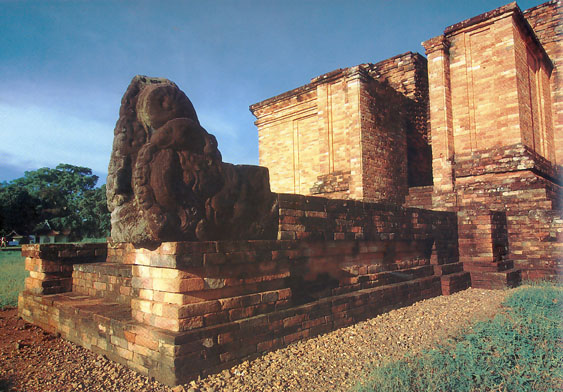
멜라유 왕국 무아로 잠비(Muaro Jambi)에 있었으며 스리비자야의 중요한 도시 중심 중 하나로 통합되었던 불교사원인 칸디 굼풍(Candi Gumpung)

1079년에서 1088년 사이에 중국 문헌에서는 스리비자야가 잠비와 팔렘방에서 사신을 보냈다고 전한다. 특히 1079년 잠비와 팔렘방 사절은 각각 중국을 방문했다. 잠비는 1082년과 1088년에도 사절단을 보냈다. 이는 이 시기에 스리비자야 중심이 두 주요 도시 사이를 자주 옮겨다녔다는 것을 시사한다. 촐라의 스리비자야 침공(Chola invasion of Srivijaya)과 교역로의 변화로 팔렘방은 약화되었고, 잠비는 11세기 이후부터 스리비자야의 주도권을 가져갔다.

### 전성기
1079-1088년, 중국 기록에는 삼불제가 잠비와 팔렘방에서 사절단을 보냈다고 전한다. 특히 1079년에는 잠비와 팔렘방에서 각각 중국에 사절단을 파견하였다. 잠비는 1082년과 1088년에 중국 사절단을 2번 더 보내었다. 이는 당시 삼불제 중심이 두 도시 사이를 자주 옮겨 다녔다는 것을 보여준다. 촐라의 스리비자야 원정과 교역로 변화는 팔렘방을 약화시켰고, 11세기 에후로는 잠비가 새로운 삼불제의 주도권을 갖게 되었다.
12세기에는 마우리(Mauli)라는 새 왕조가 삼불제의 최고 지배자로 등장하였다. 1183년 제작된되었르며 태국 남부 말레이반도 차이야(Chaiya) 혹은 그라히(Grahi)에서 발견된 그라히 비문(Grahi inscription)에는 마우리 왕조에 대한 가장 이른 기록이 발견되었다. 비문은 마하라자 스리맛 트라일로캬라자 마우리부사나 와르마데와(Maharaja Srimat Trailokyaraja Maulibhusana Warmadewa)가 그라히의 '부파티(bhupati, 섭정)' 마하세나파티 갈라나이(Mahasenapati Galanai)에게 무게 1 바라(bhara) 2 툴라(tula), 가격 10 황금 탐린(tamlin)에 이르는 불상을 하나 만들 것을 지시하는 내용이 담겨 있다. 불상 조성자는 므라텐 스리 나노(Mraten Sri Nano)였다.
1225년경에 조여괄(趙汝适)이 쓴 송(宋)의 『제번지(諸蕃志)』에 의하면, 동남아시아 도서부 가운데 가장 강력하고 부유한 왕국은 삼불제와 자바(Java)의 케디리 왕국(Kediri kingdom)이었으며, 서부에 해당하는 수마트라, 말레이반도, 서자바의 순다 왕국(Sunda Kingdom)은 삼불제의 지배에 있었고, 동부는 케디리 왕국의 지배에 있었다. 자바인들은 불교와 힌두교의 브라흐민(Brahmin)을 따랐지만 삼불제는 불교를 믿었다. 제번지에는 자바인이 용감하고 성격이 급하며 싸우길 좋아한다고 기록하고 있다. 또한 이들의 유흥은 투계(鬪鷄)와 투저(鬪豬)였다. 구리, 은, 주석을 혼합한 동전을 사용했다.
또한 『제번지』는 자바의 케디리 왕국이 마하라자(maharaja)에 의해 통치되었으며, 다음과 같은 독립 국가들이 있었다고 전한다.

1. 백화원(百花園) : 파시탄(Pacitan)

2. 마동(麻東) : 마타람(Mataram)

3. 타판(打板) : 투마펠(Tumapel, 오늘날 말랑Malang)

4. 희녕(禧寧) : 디엥(Dieng)

5. 융아로(戎牙路) : 후중갈루(Hujung Galuh, 수라바야Surabaya)

6. 동기(東崎) : 젱기(Jenggi, 서파푸아)

7. 타강(打綱) : 숨바(Sumba)

8. 황마주(黃麻駐) : 파푸아 남서부

9. 마리(麻籬) : 발리(Bali)

10. 우론(牛論) : 구룬(Gurun), 즉 고롱(Gorong) 혹은 소롱(Sorong), 혹은 누사 텡가라(Nusa Tenggara)의 한 섬

11. 단융무라(丹戎武囉) : 탄중푸라 왕국(Tanjungpura kingdom, 칼리만탄섬 서부)

12. 저물(底勿) : 티모르(Timor)

13. 평아이(平牙夷) : 방가이(Baggai, 술라웨시Sulawesi의 섬)

14. 물노고(勿奴孤) : 말라카(Malacca):186–187
게다가 조여괄은 삼불제가 13세기 초에 다음의 15개 식민지를 거느린 강대국이었다고 한다.

1. 봉풍(蓬豐) : 파항(Pahang)

2. 등아농(登牙儂) : 테렝가누(Terengganu)

3. 릉아사가(凌牙斯加) : 랑카수카(Langkasuka)

4. 길란단(吉蘭丹) : 켈란탄(Kelantan)

5. 불라안(佛羅安) : 둥군(Dungun, 말레이반도 동부의 테렝가누국 내의 도시)

6. 일로정(日羅亭) : 체라팅(Cherating)

7. 잠매(潛邁) : 세마웨(Semawe, 말레이반도)

8. 발답(拔沓) : 숭가이 파카(Sungai Paka, 발레이반도 테렝가누 내에 위치)

9. 단마령(單馬令) : 탐브라링가(Tambralinga, 태국 남부 리고르Ligor 혹은 나콘시탐마랏)

10. 가라희(加囉希) : 그라히(Grahi, 혹은
크라비Krabi, 말레이반도 북부)

11. 파림풍(巴林馮) : 팔렘방(Palembang)

12. 신타(新拖) : 순다(Sunda)

13. 감비(監篦) : 잠비(Jambi)

14. 람무리(藍無里) : 아체(Aceh)의 라무리(Lamuri)

15. 세란(細蘭) : 캄보디아(Cambodia) 혹은 실론(Ceylon)
:183–184

### 쇠퇴
1275년, 싱하사리 왕국(Singhasari kingdom)의 케르타네가라(Kertanegara) 국왕은 멜라유의 쇠락을 틈타 군대를 파견, 수마트라 내 멜라유 영역을 통제하고자 하였다. 1288년, 싱하사리 왕국의 장군 마헤사 아나브랑(Mahesa Anabrang) 혹은 케보/렘부 아나브랑(Kebo/Lembu Anabrang)은 팔렘방과 잠비를 정복하였다. 1299년과 1301년, 사절단이 중국에 파견되었다.:198,203–204
이 사건은 준 전설로 기재된 미낭카바우(Minangkabau) 전설로 기록되었다. 자바 군대가 한 물소 싸움에서 패배했다고 언급되어 있다. 대략 이 지점에서 원주민들은 스스로를 '미낭 카바우(Minang Kabau, 승리한 물소)'라고 지칭했다.:99–100
제국의 중심으로서의 팔렘방의 역할을 물려받은 지 거의 1세기 후, 잠비는 영향력이 쇠퇴하였다. 이는 송(宋)이 더 이상 삼불제로부터 사절단을 받지 않겠다는 정책의 변화, 그리고 잠비가 이러한 변화하는 시나리오에 적절히 대응하지 못하였다는 것이 원인이었다. 조공 제도를 통하여 잠비가 교역을 통제하는 것 대신, 교역자들은 직접 교역하는 것이 허용되었다.
조지 코에데스(George Coedes)에 의하면, 14세기 초에 멜라유는 정치적으로 중요한 유일한 수마트라 국가를 남겨두었고, 이미 이슬람화가 진행되었거나 진행되고 있었던 북부 술탄국(sultanate)에 반대하여 불교의 다르믹(Dharmic) 인도 문화의 도피처가 되었다.:231–232

### 멜라유의 마지막 왕자 파라메스와라
1347년, 마자파히트 왕국(Majapahit kingdom) 여왕 트리부와나 위자야퉁가데위(Tribhuwana Wijayatunggadewi)는 아디티야와르만(Adityawarman)을 멜라유 통치자로 임명하고 스리비자야의 부흥을 막도록 지시했다. 이후 아디티야와르만은 타나 다타르(Tanah Datar)를 정복하여 황금 교역을 통제하고 파가루융(Pagar Ruyung)에 왕국을 건립하였다. 1377년, 마자파히트 왕국은 팔렘방을 정복하고 스리비자야를 부활시키려는 시도를 끝냈다. 스리비자야 마지막 왕자 파라메스와라(Parameswara, 『말레이 연대기』에서의 이스칸다르 샤Iskandar Shah)는 테마식(Temasik)으로 도주하여 북쪽으로 이주하기 이전에 필요한 도피처로 삼고자 하였으나, 테마식에서 그는 말라카 술탄국(Malacca Sultanate)을 세웠다.